# Universidad Loyola Nueva Orleans
La Universidad Loyola Nueva Orleans (Loyola University New Orleans en inglés y oficialmente) es una universidad privada, católica, de la Compañía de Jesús, ubicada en Nueva Orleans, Luisiana (Estados Unidos de América). Forma parte de la Asociación de Universidades Jesuitas (AJCU), en la que se integran las 28 universidades que la Compañía de Jesús dirige en los Estados Unidos. 

## Historia
Fue fundada por los jesuitas con el nombre de Loyola College en 1904, en una parte de los terrenos de la plantación Foucher que habían adquirido en 1886, terrenos que incluían lo que ahora es el campus principal (main campus) de Loyola y el campus de la Universidad Tulane. El 10 de julio de 1912 cambió de denominación a Universidad Loyola, y en 1996 al actual Universidad Loyola Nueva Orleans.
En 1984 absorbió una universidad femenina, el St. Mary’s Dominican College, que se convirtió en lo que ahora es el campus de Broadway.

## Deportes
LUNO compite en la Southern States Athletic Conference de la National Association of Intercollegiate Athletics.